# Улудаш
Улудаш (азерб. Uludaş) — село в Габалинском районе Азербайджана. Входит в Тикянлинский муниципалитет.

## География
Село расположено на берегу реки Бумчай, примерно в 9 км к западу от Габалы. Ближайшее соседнее село Мыхлыковаг.

## Этимология
Название села взято от расположенной поблизости одноимённой высоты. «Улу» означает на азербайджанском языке — большой, величественный, а «даш» — камень.

## Население
По сведениям «Кавказского календаря» на 1856 год в селе Улудашъ Куткашинского магала проживали азербайджанцы, которые по терминологии того времени именовались «татарами», язык жителей азербайджанский, по религии мусульмане-сунниты.
В своде статистических данных о населении Закавказского края, извлечённых из посемейных списков 1886 г., указывалось село Улудашъ, входившее в Хархаталинское сельское общество Елизаветопольской губернии Нухинского уезда. Население численностью 223 человека обозначалось азербайджанцами (в источнике «татары»), по вероисповеданию мусульмане-сунниты.
Согласно результатам Азербайджанской сельскохозяйственной переписи 1921 года Улудаш (в источнике Угудали) Нухинского уезда Азербайджанской ССР населяли 244 человека, преобладающая национальность — тюрки-азербайджанцы, 133 мужчины и 111 женщин.
По материалам издания «Административное деление АССР», подготовленным в 1933 году Управлением народно-хозяйственного учёта Азербайджанской ССР (АзНХУ), по состоянию на 1 января 1933 года Улудаш входил в Мыхлыкувахский сельсовет Куткашенского района Азербайджанской ССР. Население села на то время состояло из 341 человека (47 хозяйств), 171 мужчины и 170 женщин. Национальный состав всего сельсовета состоял преимущественно из тюрок (азербайджанцев) — 88,5 %.